# 田幡城
田幡城（たばたじょう）は、尾張国春日井郡田幡村（現愛知県名古屋市北区金城三丁目）にあった日本の城。

## 概要

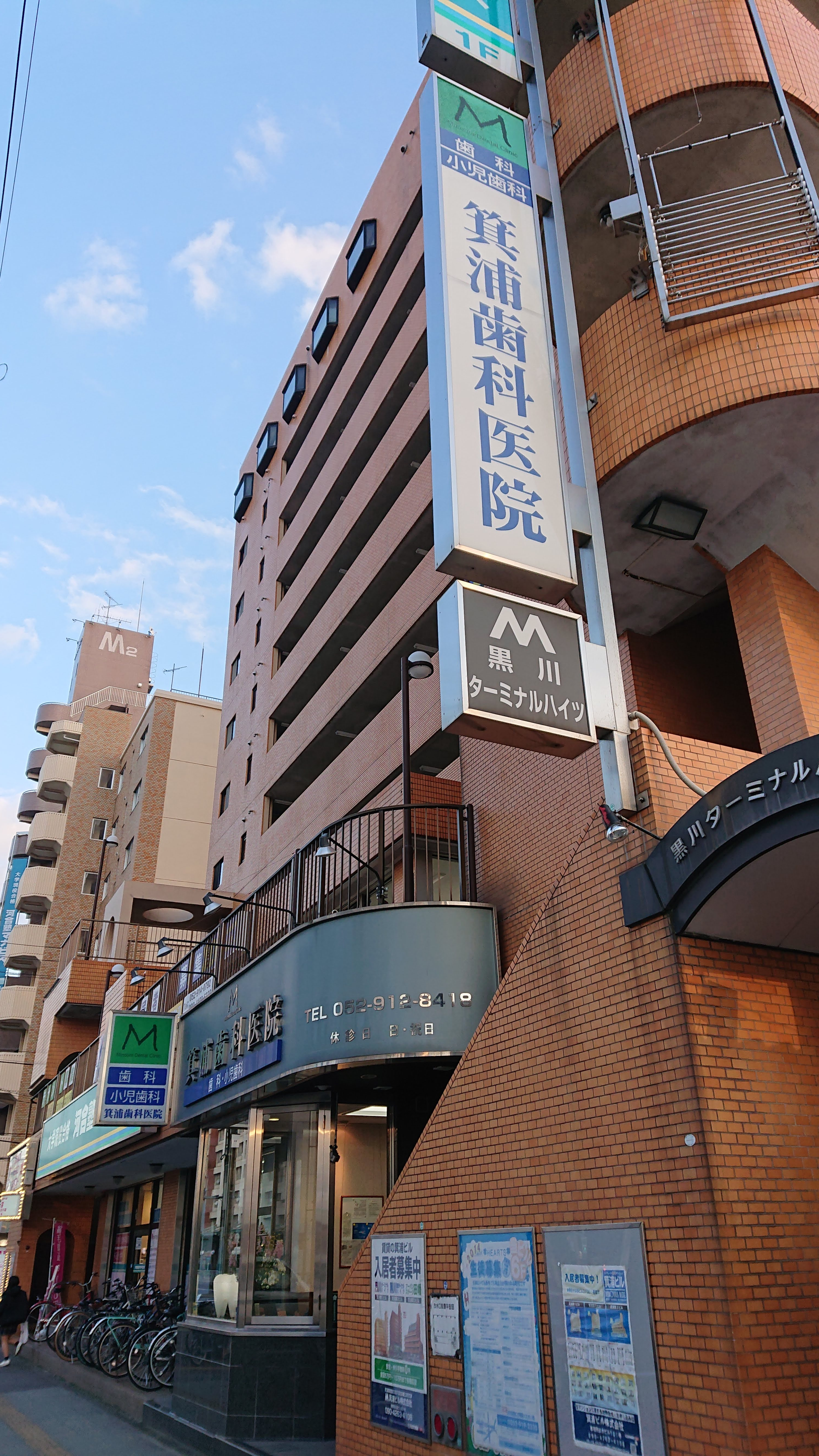
田幡に残る箕浦姓の例

詳細な築城年は不明だが、天文年間に越智信高が清洲城の前衛基地として築城したものとみられる。越智氏は伊予国越智郡を発祥とする一族で、美濃国安八郡林村に遷ったのち、さらに当地に至ったものとみられ、林氏とも称していたという。別名に「狩宿城」があり、この名は現在の尾張旭市狩宿町にあった狩宿村に由来するといい、信高の子である林弥助の代に当地から狩宿村まで支配が及んだことからそう称されたという。しかし、狩宿村に弥助の支配が及んだことは『張州雑志』の記述により間違いないが、弥助の子であり織田家の重臣であった林通勝の代に織田家より戦功などにより支配を任されたものとみたほうが自然であるとする説もある。また、『北区誌』では越智氏が狩宿に移り、林氏となったこと自体を誤りであるとしている。
城は稲生の戦いの後に廃城となり、跡地に名古屋市立金城小学校が建っており、埋蔵文化財包蔵地としては遺跡番号002021として周知されているが、地表上での遺構は残っていない。ただし、城屋敷なる地名が残り、田幡町に多くみられた箕浦・小川姓はみな、信高の家老の末裔であると言い伝えられてきたという。